# Hermann Helms
Hermann Helms (New York, 5 gennaio 1870 – New York, 6 gennaio 1963) è stato uno scacchista e giornalista statunitense.

## Biografia
Nato a Brooklyn, visse per gran parte della giovinezza ad Amburgo in Germania e ad Halifax in Canada. Tornò a Brooklyn all'età di 17 anni. Nel 1894-95 fece parte della squadra del Brooklyn Chess Club, capitanata da Harry Nelson Pillsbury, che vinse il campionato a squadre dell'area metropolitana di New York. In seguito vinse due volte il campionato dello Stato di New York e vinse partite contro giocatori quali Pillsbury e Frank Marshall. Si ritirò dalle competizioni poco dopo i quarant'anni ma rimase attivo come giocatore di tornei blitz fino ad oltre 80 anni.
Nel 1904 fondò la rivista American Chess Bulletin, che diresse fino alla morte. Fu giornalista e corrispondente scacchistico del New York Times per oltre cinquant'anni, fino al 1962. Scrisse articoli di scacchi sul quotidiano Brooklyn Daily Eagle dal 1893 al 1955.
Fu tra gli organizzatori dei grandi tornei di New York 1924 (vinto da Emanuel Lasker) e di New York 1927 (vinto da José Raúl Capablanca ed editore dei libri di entrambi i tornei, scritti da Aleksandr Alechin. Promosse e organizzò tournée negli Stati Uniti di molti grandi campioni, tra cui Capablanca, Alechin, Lasker, Géza Maróczy, e Frank Marshall.
Nel 1943 la United States Chess Federation lo riconobbe ufficialmente come 'Dean of American Chess', appellativo che mantenne fino alla morte a 93 anni. Nel libro "The Bobby Fischer I Knew And Other Stories" del 1995, Arnold Denker e Larry Parr lo definiscono "il più importante giornalista della storia scacchistica statunitense" (p. 329).
Helms ebbe un ruolo importante nell'avvio della carriera scacchistica di Bobby Fischer. Fu lui a rispondere ad una lettera di sua madre, Regina Fischer, che cercava un luogo dove suo figlio di otto anni potesse esercitarsi. Helms incoraggiò e stimolò il giovane Fischer e il suo talento non tardò a dare risultati, ad iniziare dalla vittoria nel Campionato statunitense a 14 anni fino alla conquista del titolo mondiale nella celebre sfida contro Boris Spasskij del 1972.